# Такаги, Тёносукэ
Тёносукэ Такаги (яп. 高木 長之助 Takagi Chōnosuke, 26 октября 1948, Сирахама, Тиба, Япония — 6 декабря 2016) — японский дзюдоист, чемпион мирового первенства в Лозанне (1973) .

## Биография
Родился в семье рыбака. Во время учебы в гимназии начал заниматься дзюдо. В 1967 году поступил на экономический факультет Университета Нихон, через два года помог этому высшему учебному заведению победить на Всеяпонской студенческой конференции в 1969 году. После окончания университета в 1971 году поступил в токийское полицейское управление Токио, в котором были созданы условия для занятия дзюдо.
На Всеяпонском чемпионате в апреле 1973 года занял второе место. В том же году на мировом первенстве в швейцарской Лозанне завоевал золотую медаль в весовой категории свыше 93 кг. В 1975 году он выиграл чемпионат Национальной полиции, затем стал вторым на национальном первенстве и завоевал бронзовую медаль на чемпионате мира в Вене.
Затем становился серебряным (1978) и трижды — бронзовым призером (1976, 1977, 1980) национального чемпионата.
В возрасте 33 лет завершил спортивную карьеру. Работал скаутом и тренером в Университете Нихон, а в 1984 году ушел в отставку из столичного департамента полиции, в котором он проработал 13 лет. Также являлся исполнительным директором Всеяпонской федерации дзюдо, а также вице-президентом и генеральным секретарем Всеяпонской федерации студенческого дзюдо. Работал генеральным директором по дзюдо в университете Нихон. Среди его учеников олимпийский чемпион Сиднея (2000) Макото Такимото, победители Азиатских игр Джун Конно, Мичиаки Камочи и другие известные спортсмены.